# Třešťský potok
Třešťský potok je pravostranný přítok řeky Jihlavy v okrese Jihlava v Kraji Vysočina. Délka toku činí 29,8 km.
Plocha povodí měří 105,4 km².

## Průběh toku
Potok pramení na severních svazích Míchova vrchu (786 m) v Jihlavských vrších v nadmořské výšce 735 m. Nejprve protéká lesnatou krajinou východním směrem. Napájí řadu menších či větších rybníků. Nejprve je to Malý pařezitý rybník, dále Pilný rybník a rybník Drdák. U obce Doupě protéká Doupským rybníkem a níže po proudu u Třeštice vzdouvá jeho vody velký Třeštický rybník. Zde se jeho tok postupně obrací na sever. U Hodic napájí větší Janovský a Hodický rybník. Dále po proudu u města Třešť, jímž potok protéká, se na jeho toku nalézá velký Váňovský rybník. Severně od Třeště u Jezdovic vzdouvá vody potoka další velký rybník, který se nazývá Jezdovický rybník. Krátce před ústím Třešťského potoka do řeky Jihlavy vzdouvají jeho vody větší rybníky Luční a Silniční. Do Jihlavy se vlévá na jejím 160,0 říčním kilometru u Kostelce v nadmořské výšce 520 m.

### Větší přítoky
- Javořický potok, zprava, ř. km 23,7[3]
- Roštejnský potok, zleva, ř. km 18,6[4]
- Úzký potok, zprava, ř. km 13,7[5]
- Lísek, zprava, ř. km 12,4[6]
- Valchovský potok, zleva, ř. km 10,9[7]
- Bukovský potok, zleva, ř. km 6,4[8]
- Mistrovský potok, zleva, ř. km 5,2[9]
- Kamenný potok, zprava, ř. km 2,5[10]
- Korunní potok, zprava, ř. km 1,7[11]

## Vodní režim
Průměrný průtok u ústí činí 0,64 m³/s.

## Mlýny
Mlýny jsou seřazeny po směru toku potoka.
- Vodní mlýn Janov – Hodice, kulturní památka
- Salavický mlýn – Salavice, kulturní památka